# Comitato di Győr
Il comitato di Győr (in ungherese Győr vármegye, in tedesco Komitat Raab, in slovacco: Rábska župa, in latino Comitatus Jauriensis) è stato un antico comitato del Regno d'Ungheria, oggi situato a cavallo tra Ungheria nordoccidentale e la Slovacchia. Capoluogo del comitato era la città di Győr.

## Geografia fisica
Il comitato di Győr confinava con gli altri comitati di Pozsony, Komárom, Veszprém, Sopron e Moson. Geograficamente il territorio era quasi totalmente pianeggiante ed attraversato dal Danubio.

## Storia
In seguito al Trattato del Trianon (1920) una minuscola parte del comitato situata a nord del Danubio venne assegnata alla neocostituita Cecoslovacchia. La parte residuale del comitato (circa 95% del territorio) venne fusa con quel che rimaneva dei comitati di Moson e Pozsony (nel primo caso circa due terzi del comitato, nel secondo caso una minima parte a sud del Danubio) a formare il nuovo comitato di Győr-Moson-Pozsony.
Nel secondo dopoguerra il comitato di Győr-Moson-Pozsony si fuse invece con il comitato di Sopron a formare la contea di Győr-Sopron, rinominata nel 1990 Győr-Moson-Sopron. La parte slovacca del comitato appartiene invece alla regione di Trnava (distretto di Dunajská Streda).